# Paco Sanchez
Francisco Sanchez D'Avolio, dit Paco Sanchez, né le 16 mai 1986 à Baudour en Belgique, est un footballeur belge d'origine espagnole qui joue au poste de milieu offensif.

## Biographie
Fils d'un père espagnol et d'une mère italienne, Paco Sanchez commence le football en 1992 au CD Furia Espanola de Baudour, sa ville natale. En 1994, il passe trois mois, de juin à septembre, parmi les jeunes du RSC Anderlecht avant de rejoindre les Francs Borains pour une saison. En 1995, il part pour le Standard de Liège, où il joue durant quatre ans.
En 1999, il rejoint le Futurosport, le centre de formation du Royal Excelsior Mouscron, où il termine sa formation. Il est intégré au noyau professionnel en 2002 alors qu'il n'a que seize ans et fait ses débuts à l'occasion de la venue du FC Bruges, montant au jeu à la 56e minute. Il est le plus souvent réserviste et dispute des morceaux de match durant deux saisons. À partir de la saison 2004-2005, il est plus souvent titulaire. Il perd sa place au début de la saison 2007-2008 et finit par rejoindre le FCV Dender EH sous forme de prêt le 31 janvier 2008. Barré par la concurrence à Mouscon, il s'engage définitivement avec son nouveau club en fin de saison. Malgré la relégation du club un an plus tard, il reste encore une saison pour tenter de remonter en Division 1. Cet objectif manqué, il quitte le club en 2010 et rejoint le F91 Dudelange, en première division luxembourgeoiss. Il y décroche le titre de champion dès sa première saison. Il fait encore mieux un an plus tard en réalisant le doublé championnat/Coupe. Après deux ans au Luxembourg, il décide de quitter le club et rentre en Belgique pour cause de blessure.

## Palmarès
- 2 fois champion du Luxembourg en 2011 et 2012 avec le F91 Dudelange.
- Vainqueur de la Coupe du Luxembourg en 2012 avec le F91 Dudelange.